# (13851) 1999 XB94
A (13851) 1999 XB94 a Naprendszer kisbolygóövében található aszteroida. A LINEAR projekt keretében fedezték fel 1999. december 7-én.